# Barneville-Carteret
Barneville-Carteret – miejscowość i gmina we Francji, w regionie Normandia, w departamencie Manche.
Według danych na rok 1990 gminę zamieszkiwały 2222 osoby, a gęstość zaludnienia wynosiła 216 osób/km² (wśród 1815 gmin Dolnej Normandii Barneville-Carteret plasuje się na 85. miejscu pod względem liczby ludności, natomiast pod względem powierzchni na miejscu 487.).